# 島根県中山間地域研究センター
島根県中山間地域研究センター（しまねけんちゅうさんかんちいきけんきゅうセンター）は、鳥取県、島根県、岡山県、広島県、山口県による共同事業たる中国地方中山間地域振興協議会（現中国地方知事会中山間地域振興部会）の共同研究機関として設立された公設試験研究機関である。

## 概要
1996年中国地方知事会で中国地方5県の共同研究センターの設立を決定。
1998年に広域連携組織の中国地方中山間地域振興協議会が設立され、同協議会の共同研究機関として、全国で唯一中山間地域課題特化した島根県中山間地域研究センターが設置された。2014年より中国地方中山間地域振興協議会を中国地方知事会中山間地域振興部会に改組。
中山間地域に係る地域振興や農業･畜産業･林業の試験研究、中山間地域の現場支援活動、研修事業などを行っている。また、中国地方知事会中山間地域振興部会共同研究機関として研究事業を行っている。

## 沿革
- 1998年4月 - 島根県中山間地域研究センターが発足。農業試験場赤名分場を母体に地域研究部門を新設し、地域研究課･総合技術科の2課（科）体制でスタート。
- 1999年2月 - 島根県中山間地域活性化基本条例を制定。
- 2002年7月 - 新施設（飯南町上来島）で業務開始。
- 2003年4月 - 林業技術センターと畜産試験場の一部（イノシシ・林間放牧研究部門）を統合。3部7課（科）、1企画調整担当体制に改組。
- 2004年4月 - 県有林事務所を統合。3部7グループ、2スタッフ体制に改組。
- 2006年4月 - 総合技術部と森林林業部を統合して農林技術部に改組。森林林業育成グループと森林保護グループを統合して森林保護育成グループに改組。2部6グルー プ、2スタッフ体制となる。
- 2010年4月 - 地域研究グループをスタッフ制にし、2部5グループ、3スタッフ体制に改組。
- 2013年4月 - グループ制の課（科）制への変更と、新たに中山間地域支援スタッフを設け、2部5課（科）、4スタッフ体制に改組。

## 組織体制
- 企画情報部
- 研究統括監
  - 総務課
  - 調整監
- 農林技術部
  - 資源環境科
  - 鳥獣対策科
  - 森林保護育成科
  - 木材利用科

## 事故
2023年10月25日午後0時15分ごろ、センターのニホンジカの飼育施設で職員が倒れているのを同僚が発見した。職員は胸や足など全身に複数の傷があり、搬送先の病院で死亡が確認された。職員が倒れていたのは雄のニホンジカ1頭を飼育している檻の中。着用していた作業着が破れており、ニホンジカの角には血のようなものが付いていることから、職員は角で突かれたり蹴られたりしたとみられるという。

## 人物
- 藤山浩 - 元研究統括監、「田園回帰１％戦略」提唱
- 尾野寛明 - 客員研究員、社会起業家、総務省地域力創造アドバイザー

## アクセス
- 飯南町生活路線バス「中城子停留所」下車して、徒歩で約8分。